# Kai Diekmann

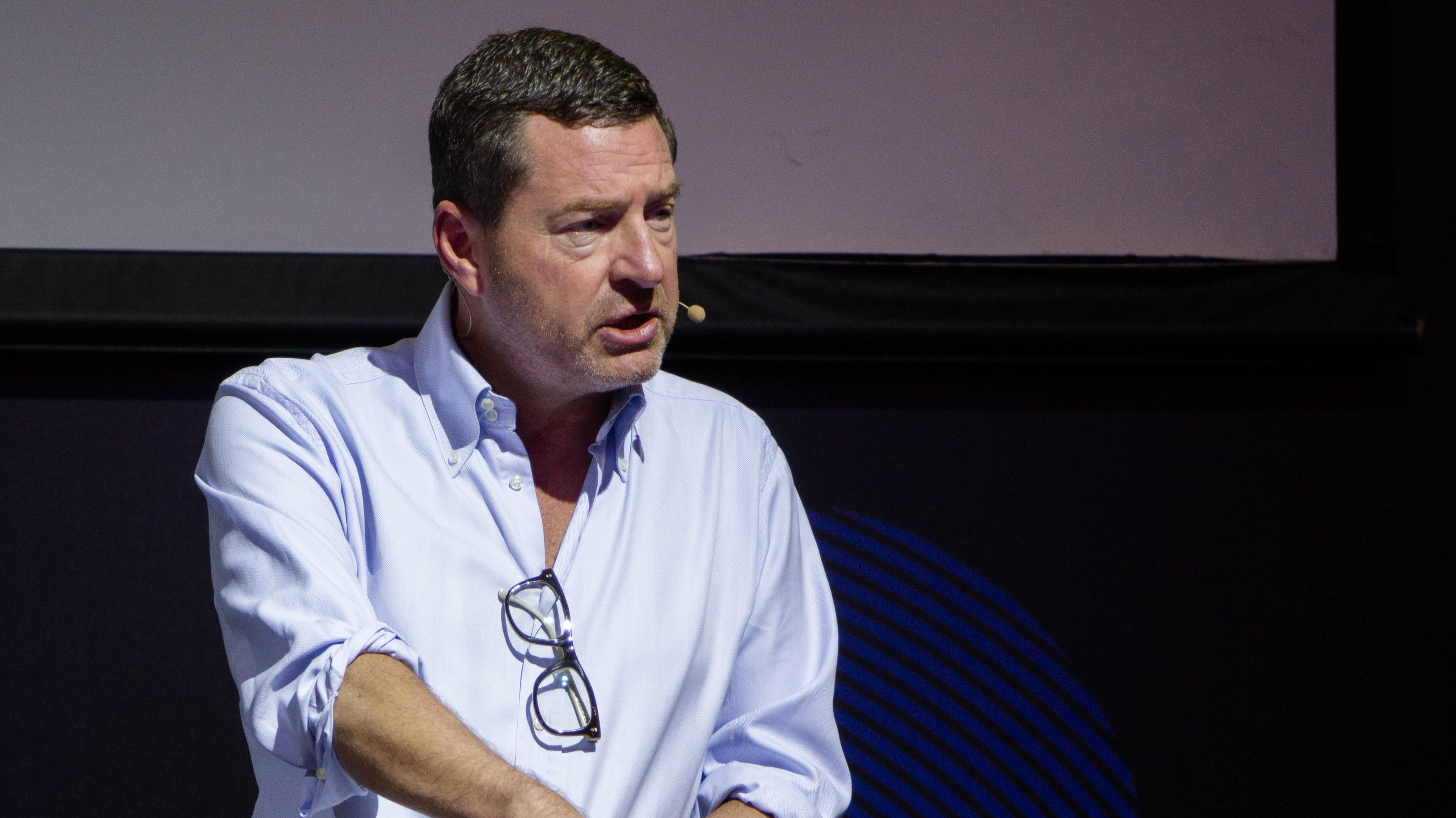
Kai Diekmann, 2016

Kai Georg Diekmann (* 27. Juni 1964 in Ravensburg) ist ein deutscher Journalist und Berater. Von 1998 bis 2000 war er Chefredakteur der Welt am Sonntag, von Januar 2001 bis Dezember 2015 Chefredakteur der Boulevardzeitung Bild und weiterhin Gesamtherausgeber der Bild-Gruppe. Er verließ den Springer-Verlag zum 31. Januar 2017 und übernahm danach neue Aufgaben bei dem amerikanischen Unternehmen Uber. 2017 war er Mitgründer der Public-Relations-Agentur Storymachine.

## Leben

### Jugend und Studium
Diekmann wurde als Sohn des promovierten Rechtsanwalts und Notars Klaus Diekmann (1935–2022) und der medizinisch-technischen Assistentin Brigitte Diekmann, geb. Zajic, in Ravensburg im südlichen Oberschwaben geboren und wuchs mit zwei Schwestern in Bielefeld auf. Dort besuchte er die katholische Marienschule der Ursulinen, wo er die konservative Schülerzeitung Passepartout redigierte. In seiner Kindheit erhielt er Cello-Unterricht. Nach dem Abitur leistete er von 1983 bis 1985 seinen Wehrdienst ab.  Er diente zunächst in der Panzerjägerkompanie 190 in der Lützow-Kaserne in Münster-Handorf und ist Oberleutnant der Reserve. Anschließend begann er ein Studium der Geschichte, Germanistik und Politik an der Westfälischen Wilhelms-Universität in Münster. Während des Wehrdienstes wurde er als sogenannter Militärfuchs Mitglied der Burschenschaft Franconia Münster, einer schlagenden Studentenverbindung. Nach zwischenzeitlichem Austritt trat er später dort wieder ein.

### Journalismus
Sein Studium brach er schon kurze Zeit später ab, als er seine berufliche Tätigkeit 1985 beim Axel-Springer-Verlag als Volontär der Journalistenschule Axel Springer in Hamburg – mit Stationen in Bonn und New York City – begann. Dort machte er Karriere und war für den Verlag zunächst ab 1987 Parlamentskorrespondent für Bild und Bild am Sonntag in Bonn.
Von 1989 bis 1991 war er Chefreporter bei der im Burda-Verlag erscheinenden Illustrierten Bunte. Nach einem kurzen Engagement als stellvertretender Chefredakteur für die B.Z. wechselte er 1992 als Politikchef zur Bild nach Hamburg.
Der Springer-Vorstandsvorsitzende Jürgen Richter versetzte Diekmann 1997 zum Springer-Auslandsdienst. Laut Spiegel hatte sich der Verlagschef an Diekmanns guten Kontakten zum Kanzleramt und zum damaligen Springer-Aktionär Leo Kirch gestört. Danach legte Diekmann eine berufliche Pause ein und reiste 1997 nach Mittelamerika. Wenig später musste Richter selbst den Verlag verlassen.
Unter dem 1998 in den Springer-Vorstand aufgestiegenen vormaligen Bild-Chefredakteur Claus Larass konnte Diekmann seine Karriere fortsetzen. 1998 wurde er Chefredakteur der Welt am Sonntag, von wo er am 1. Januar 2001 auf den Chefredakteursposten der Bild wechselte. Dort begründete er die Kolumne Post von Wagner von Franz Josef Wagner. 2004 wurde er außerdem Bild-Herausgeber und auch Herausgeber der Bild am Sonntag.
Unter Diekmann hatte die Bild, ehemals größte Tageszeitung Europas, einen Auflagenverlust von 3.449.486 Exemplaren oder umgerechnet 80,9 Prozent zu verzeichnen.
Als Chefredakteur der Bild hatte Diekmann überdies die Qualität der journalistischen Arbeit der Zeitung zu verantworten. Diese war in der jüngeren Vergangenheit wieder vermehrt Gegenstand negativer Medienberichte (etwa von Bildblog und Zapp). Danach soll Bild häufiger als andere deutsche Medien gegen grundlegende journalistische Prinzipien verstoßen. Die Behauptung, dass diese Verstöße gegen die Richtlinien des Pressekodexes vermehrt aufgetreten seien, seit Diekmann das Amt des Chefredakteurs von Vorgänger Udo Röbel im Jahr 2000 übernommen hatte, wurde mit einem deutlichen Anstieg der absoluten Anzahl der Rügen des Presserats gegenüber Bild in diesem Zeitraum begründet.
Ab November 2004 saß Diekmann im Beirat der türkischen Tageszeitung Hürriyet, die zum Medienkonzern Dogan gehört. Der Axel Springer Verlag ist mit knapp 20 Prozent am Dogan-Tochterunternehmen Dogan-TV beteiligt.
Am 22. Mai 2007 verübten Unbekannte in Hamburg-Harvestehude einen Brandanschlag auf seinen Privatwagen, eine R-Klasse von Mercedes-Benz, der dabei zerstört wurde. Eine militante Gruppierung unter dem Namen „Militante Kampagne“ bekannte sich später in einem Brief an die dpa zu dem Anschlag.
Ab August 2008 wurde Diekmann in den Vorstand der Bild.T-Online AG berufen, in dessen Aufsichtsrat er zuvor saß. Im Oktober 2009 startete Kai Diekmann ein eigenes Weblog, in dem er im Blogstil über seine tägliche Arbeit als Bild-Chefredakteur berichtete. Es wurde angekündigt, das Projekt 100 Tage lang zu betreiben, im Februar 2010 wurde es eingestellt.
Anfang 2012 spielte Diekmann eine Rolle in der Wulff-Affäre. Der damalige deutsche Bundespräsident Christian Wulff hatte versucht, Diekmann und den Vorstandsvorsitzenden des Axel Springer Verlags, Mathias Döpfner, von kritischer Berichterstattung abzubringen, indem er ihnen Strafanzeigen androhte.
Anfang November 2015 gab die Axel Springer SE bekannt, dass Diekmann am 1. Januar 2016 seinen Posten als Chefredakteur der Bild an seine Nachfolgerin Tanit Koch abgeben und ab diesem Zeitpunkt die Führung der Chefredakteure übernehmen würde.
Am 30. Dezember 2016 kündigte der Verlag an, dass Diekmann Springer nach 30 Jahren zum 31. Januar 2017 verlassen werde.
Am 6. Januar 2017 berichtete unter anderem Der Spiegel, eine Springer-Mitarbeiterin habe im Sommer 2016 bei der Staatsanwaltschaft Potsdam Anzeige wegen sexueller Belästigung gegen Diekmann erstattet. Der Vorwurf der Mitarbeiterin bestand darin, dass Diekmann sie nach einer Klausurtagung in Potsdam im Sommer 2016 beim Baden belästigt habe. Dieser bestritt die Vorwürfe. Weiter schrieb der Spiegel, laut dem Springer-Konzern habe Diekmanns Ausscheiden nichts mit den Vorwürfen zu tun. Die Kündigung sei bereits seit mehr als einem Jahr geplant gewesen und habe „den geplanten Abschied allenfalls beschleunigt“. Die Staatsanwaltschaft Potsdam ermittelte daraufhin wegen des Verdachts der sexuellen Belästigung. Die Ermittlungen wurden Anfang August 2017 eingestellt, nachdem neben den gleichermaßen glaubwürdigen, aber widersprüchlichen Aussagen Diekmanns und der Mitarbeiterin keine weiteren, objektiven Beweismittel gefunden werden konnten.

### Berater und Unternehmer
2017 wurde Diekmann Berater des amerikanischen Dienstleistungsunternehmens Uber. Er wurde in das „Public policy advisory board“ berufen, dem zum Beispiel der frühere US-Minister Ray LaHood und die ehemalige EU-Kommissarin Neelie Kroes angehören. Diekmanns Aufgabe besteht unter anderem darin, das Unternehmen in politischen Fragen zu beraten. Die Mitglieder des Gremiums treffen sich einmal jährlich in San Francisco und erhalten üblicherweise Unternehmensanteile statt einer Bezahlung. Wenige Wochen nach der Verpflichtung Diekmanns wurde eine Beteiligung des Springer-Konzerns an dem amerikanischen Unternehmen bekannt.
Diekmann gründete 2017 mit Michael Mronz und dem ehemaligen Chefredakteur von Stern.de Philipp Jessen die Public-Relations-Agentur Storymachine.
Im November 2017 gaben Diekmann und sein Jugendfreund, der Ex-Investmentbanker Leonhard Fischer, die Planung einer „digitalen Vermögensverwaltung“ bekannt, die rund 20 Mrd. Euro von Privatanlegern einsammeln und verwalten soll. Das Projekt unter dem Namen Zukunftsfonds ging Ende Mai 2018 offiziell an den Start.

### Zivilprozesse

#### Die Tageszeitung

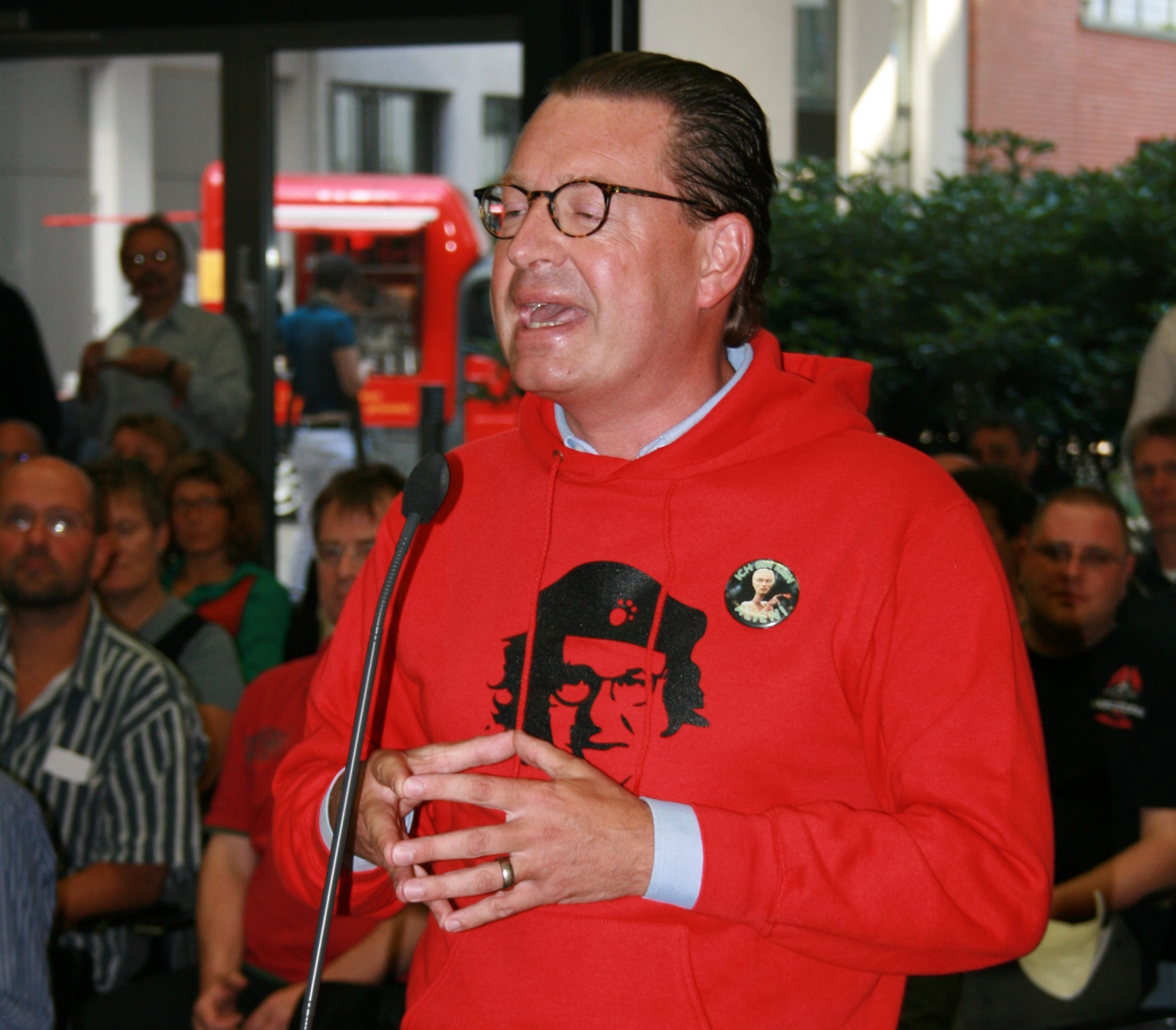
Kai Diekmann als Genossenschaftler auf der taz-Generalversammlung, 2009

Diekmann klagte gegen die Tageszeitung (taz), als taz-Autor Gerhard Henschel am 8. Mai 2002 auf der Satire-Seite Die Wahrheit als Parodie auf die Berichterstattung in der Bild behauptete, Diekmann habe sich in Miami seinen Penis mit Leichenteilen vergeblich operativ verlängern lassen wollen. Diekmann verklagte die taz daraufhin auf Unterlassung sowie 30.000 Euro Schmerzensgeld wegen unzulässigen Eingriffs in seine Persönlichkeitsrechte, Verleumdung und Beleidigung. Das Berliner Landgericht verfügte zwar eine Unterlassung, verneinte jedoch einen Anspruch auf Schadensersatz, da Diekmann als Chefredakteur der Bild „bewusst seinen wirtschaftlichen Vorteil aus der Persönlichkeitsrechtsverletzung anderer sucht“ und daher „weniger schwer durch die Verletzung seines eigenen Persönlichkeitsrechtes belastet wird“. Er müsse „davon ausgehen, dass diejenigen Maßstäbe, die er anderen gegenüber anlegt, auch für ihn selbst von Belang sind“. Einer Berufung dagegen wurde vom Kammergericht keine Aussicht auf Erfolg gegeben, beide Seiten zogen daraufhin ihre Berufung zurück. Der Künstler Peter Lenk verarbeitete den Vorgang 2009 in der Skulptur Friede sei mit dir. Nachdem Diekmann bereits die Jubiläums-taz zu deren 25. Geburtstag als „Chefredakteur für einen Tag“ betreut hatte, wurde er im Mai 2009 Mitglied der taz-Genossenschaft.

#### Zapp
Das NDR-Medienmagazin Zapp berichtete im Februar 2008 über die Unterstützung von Ole von Beust während der Bürgerschaftswahl in Hamburg 2008 durch die Bild. Das Magazin wies unter anderem darauf hin, dass von Beust in der Bild-Zeitung fast doppelt so häufig erwähnt wurde wie sein sozialdemokratischer Herausforderer Michael Naumann. Hierzu formulierte das Medienmagazin:

„[…] Bild-Chef Kai Diekmann sorgte schon im letzten Wahlkampf [2004] dafür, dass sein Blatt für Ole von Beust trommelte.“

Diekmann ging gegen diese Aussage wiederholt gerichtlich vor und unterlag dabei sowohl in erster als auch in zweiter Instanz. Nachdem das Oberlandesgericht keine Revision zuließ, beschloss er im Rahmen einer Nichtzulassungsbeschwerde weiter dagegen vorzugehen.

#### Der Postillon
Als der Chefredakteur des Satireblogs Der Postillon, Stefan Sichermann, als Parodie für sein Twitter-Profil 2009 ein Bild von Kai Diekmann benutzte, wurde er von Diekmanns Anwalt trotz der Urheberrechtsfreiheit des Bildes wegen rechtswidrigen Eingriffs in sein allgemeines Persönlichkeitsrecht und seines Rechts am eigenen Bild mit einem Streitwert von 7500 Euro abgemahnt. Sichermann musste eine von seinem Anwalt auf einen niedrigen dreistelligen Betrag verhandelte Summe zahlen.

### Darstellungen in der Satire
In dem am 12. März 2013 auf Sat.1 ausgestrahlten, als Politsatire angelegten Fernsehfilm Der Minister wird Kai Diekmann als Chefredakteur Jan Breitmann der fiktiven Zeitung Blitz Kurier parodiert, verkörpert durch den Schauspieler Thomas Heinze. Hintergrund ist eine Beeinflussung und Hofierung des ehemaligen deutschen Wirtschafts- und Verteidigungsministers Karl-Theodor zu Guttenberg sowie dessen Ehefrau Stephanie durch Diekmann und Bild.
Anfang Februar 2014 veröffentlichte der JMB Verlag mit Der Kai – BILD-Boss Kai Diekmann in Karikaturen, Bildern & Zahlen eine nicht autorisierte, gezeichnete Biografie des Münchner Journalisten und Karikaturisten Peter Böhling.
Diekmanns Vernetzung mit Denkfabriken und politischen Eliten wurde am 29. April 2014 von der Satiresendung „Die Anstalt“ kritisch dargestellt.

### Mitgliedschaften
Diekmann ist Mitglied des Vereins Atlantik-Brücke und war bis zum Juni 2010 Mitglied in deren Vorstand. Er schloss dessen „Young Leaders“-Programm im Jahr 1995 ab.
Beim Hilfsprojekt Wir helfen Afrika fungierte Diekmann als Stadtpate für die Stadt Ravensburg.
Diekmann ist Mitglied und seit 2017 Vorsitzender des deutschen Freundeskreises der israelischen Holocaust-Gedenkstätte Yad Vashem. Nachdem es 2008 dem Springer-Verlag gelungen war, die einzigen noch vorhandenen Originalbaupläne des Konzentrationslagers Auschwitz auf dem Schwarzmarkt für eine unbekannte Summe zu erwerben, wollte Diekmann sie der Gedenkstätte schenken. Nach Darstellung des Bundesarchivs war jedoch diesem die Überlassung der Pläne zugesagt worden. Zusammen mit dem Bundesinnenministerium vertrat man die Ansicht, dass die Pläne Bundeseigentum seien und drohte, eine Ausfuhr der Pläne an der Grenze zu verhindern. Dieser Version widerspricht, dass man für die Aushändigung der Pläne eine Spendenquittung in Aussicht stellte. Diekmann bestritt, dass dem Archiv eine derartige Zusage gegeben worden sei, und zeigte sich besorgt, dass dort die Pläne in der „Schublade“ verschwinden würden. Daher übergab er sie dem israelischen Premierminister Benjamin Netanjahu anlässlich dessen Deutschlandbesuchs im August 2009.

### Privates
Diekmann ist katholisch und war von 1995 bis 1997 mit der Journalistin Jonica Jahr, einer Tochter des Hamburger Verlegers John Jahr junior, verheiratet. Seit dem 28. Januar 2002 ist er mit der Bild-Kolumnistin Katja Kessler verheiratet, wobei der mit Diekmann befreundete Ex-Bundeskanzler Kohl Trauzeuge war. Am 8. Mai 2008 war Diekmann zusammen mit Leo Kirch wiederum Trauzeuge bei der Hochzeit von Helmut Kohl und Maike Richter. Das Paar Diekmann hat vier Kinder und lebt in Potsdam.

## Auszeichnungen
- 2000: Goldener Kompass der Christlichen Medieninitiative pro[54]
- 2000: Goldene Feder der Bauer Verlagsgruppe für seine Tätigkeit als Chefredakteur der Welt am Sonntag
- 2002: World Media Award
- 2009: „Medienmann des Jahres“ durch das Magazin Horizont
- 2009: Blogger Newcomer des Jahres

## Veröffentlichungen (Auswahl)
- Ich war BILD. Ein Leben zwischen Schlagzeilen, Staatsaffären und Skandalen. Deutsche Verlags-Anstalt, München 2023, ISBN 978-3-421-07013-5.
- Freigekauft. Der DDR-Menschenhandel. Piper Verlag, München 2012, ISBN 978-3-492-05556-7.
- Der große Selbstbetrug: Wie wir um unsere Zukunft gebracht werden, Piper, München 2007, ISBN 978-3-492-05122-4.
- Hat die christliche Botschaft keinen Platz mehr in den Medien? Referate und Stellungnahmen bei einer Medientagung zum 25jährigen Jubiläum der Nachrichtenagentur Idea. Evangelische Nachrichtenagentur Idea, Wetzlar 1995, 20, ISSN 1614-502X
- Matthias Geyer: Der Lehrling. In: Der Spiegel. Nr. 13, 2013, S. 54–59 (online).
- als Bearbeiter mit Helmut Kohl und Ralf Georg Reuth: Ich wollte Deutschlands Einheit. Ullstein, Berlin 2000, ISBN 3-548-36264-8.
- mit Wolfgang Stock und Ulrich Reitz: Roman Herzog: Der neue Bundespräsident im Gespräch. Lübbe-Verlag, Bergisch Gladbach 1994, ISBN 3-404-61299-X.